# Eurotram
Die Eurotram ist eine Niederflur-Straßenbahn von Bombardier Transportation. Sie ist seit 1994 in Straßburg im Einsatz und wurde in weiterer Folge auch nach Mailand und Porto geliefert.
Ursprünglich wurde sie von ABB und der italienischen Firma Socimi entwickelt, nach dem Konkurs von Socimi übernahm ABB alleine die Fertigung. Mit dem Zusammenschluss von ABB mit anderen Firmen in Adtranz wechselte abermals der Herstellername. Nach Übernahme von Adtranz durch Bombardier Transportation übernahm selbige Firma die Produktion und reihte sie – mit den konstruktiv sehr verschiedenen Cityrunnern – in dessen Fahrzeugfamilie Flexity Outlook ein.
Die Eurotram ist auf der ganzen Länge niederflurig (100 % Niederfluranteil) und verfügt über ein modernes Design: Große Fenster über die gesamte Länge und ein abgeflachter Führerstand mit einer einzelnen, großen Frontscheibe erinnern mehr an einen Hochgeschwindigkeitszug als an eine Straßenbahn; so entspricht die Eurotram der Vorstellung eines „rollenden Bürgersteigs“.

## Straßburg

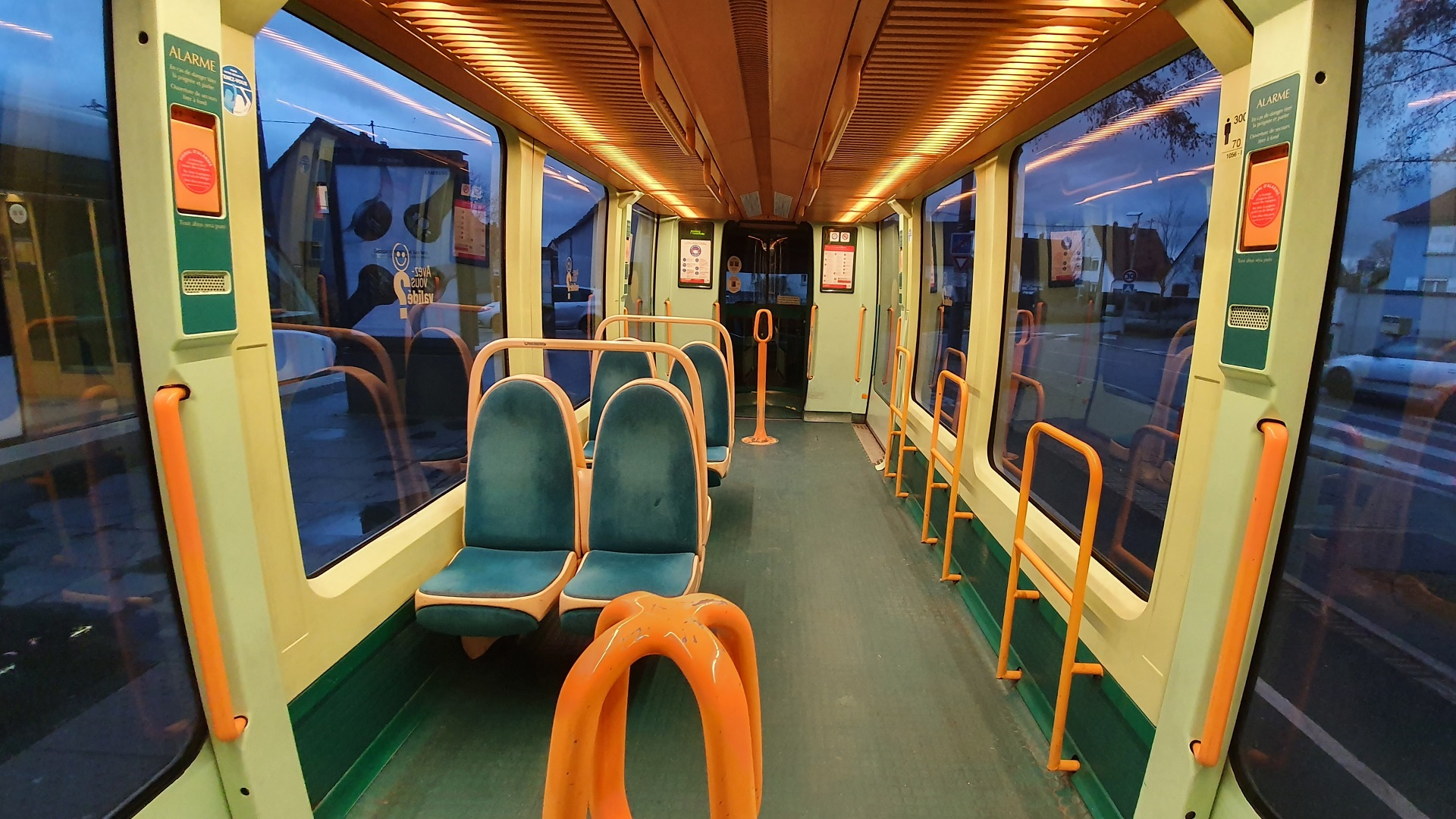
Ursprüngliche Inneneinrichtung der Eurotrams in Straßburg.

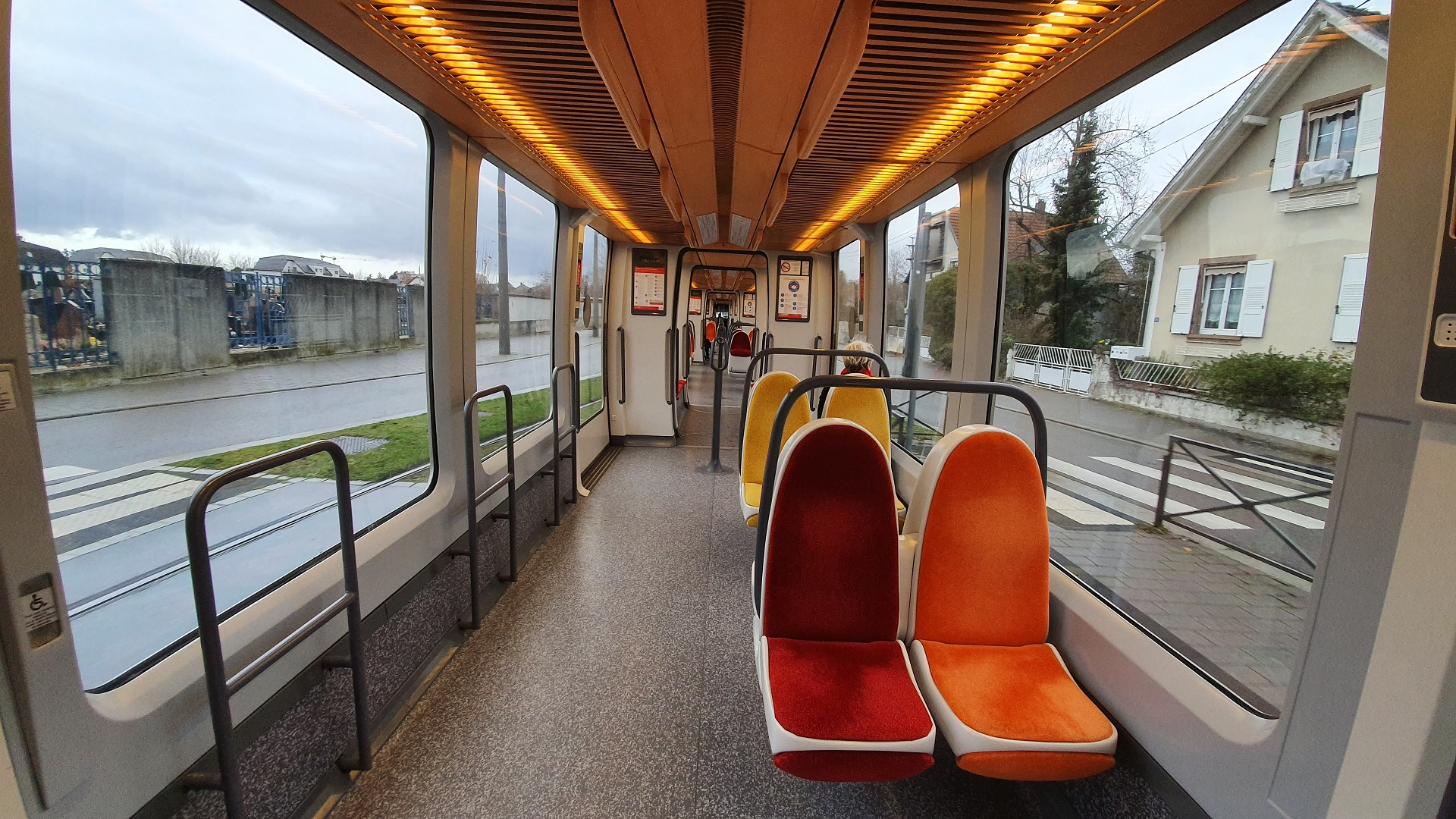
Neue Inneneinrichtung der Eurotrams nach dem Mid-Life-Upgrade.

Zur Renaissance der Straßburger Straßenbahn wurde von Socimi und ABB in Zusammenarbeit mit den städtischen Verkehrsbetrieben CTS ein Fahrzeug mit einem individuellen Design entwickelt: die Eurotram. Mit der Eröffnung des neuen Netzes im Jahr 1994 begann der Einsatz einer ersten Serie von 26 achtachsigen Fahrzeugen (33,1 m lang, 2,4 m breit) dieses Typs. 1998/99 wurden weitere zehn Fahrzeuge beschafft. Mit der Eröffnung zweier weiterer Linien im Jahre 2000 kamen noch einmal 17 Eurotrams in einer längeren, zehnachsigen Version hinzu (43 m lang, „jumbo“ genannt). Die Fahrzeuge wurden aufgrund des Konkurses von Socimi von ABB im Alleingang bzw. später von Adtranz gebaut.
Im Betrieb bewährten sich die Fahrzeuge, allerdings stießen die breiten, einteiligen Türen auf Kritik, da sie lange zum Öffnen und Schließen brauchen und somit die Fahrgastwechselzeit an den Haltestellen verlängern.
2003 entschied der städtische Verkehrsbetrieb aus Kostengründen, als Nachfolge 35 Straßenbahnen des Types Citadis 403 der Firma Alstom zu bestellen. Diese wurden den Eurotrams im Design nachempfunden. Sie wurden für den weiteren Ausbau des Netzes ab 2007 benötigt.
Nach etwa 25 Jahren im Einsatz wurden bis Ende 2019 die ersten zwölf Fahrzeuge aus der ersten Serie abgestellt. Durch weitere Citadis-Bestellungen ist eine Ausmusterung der gesamten ersten Serie vorgesehen.
Für die 27 übrigen Fahrzeuge der zweiten und dritten Serie wurde hingegen 2019 mit einem Mid-Life-Upgrade begonnen. Die offensichtlichste Änderung ist für Fahrgäste ein farblich neu gestaltetes Innendesign. 

## Mailand

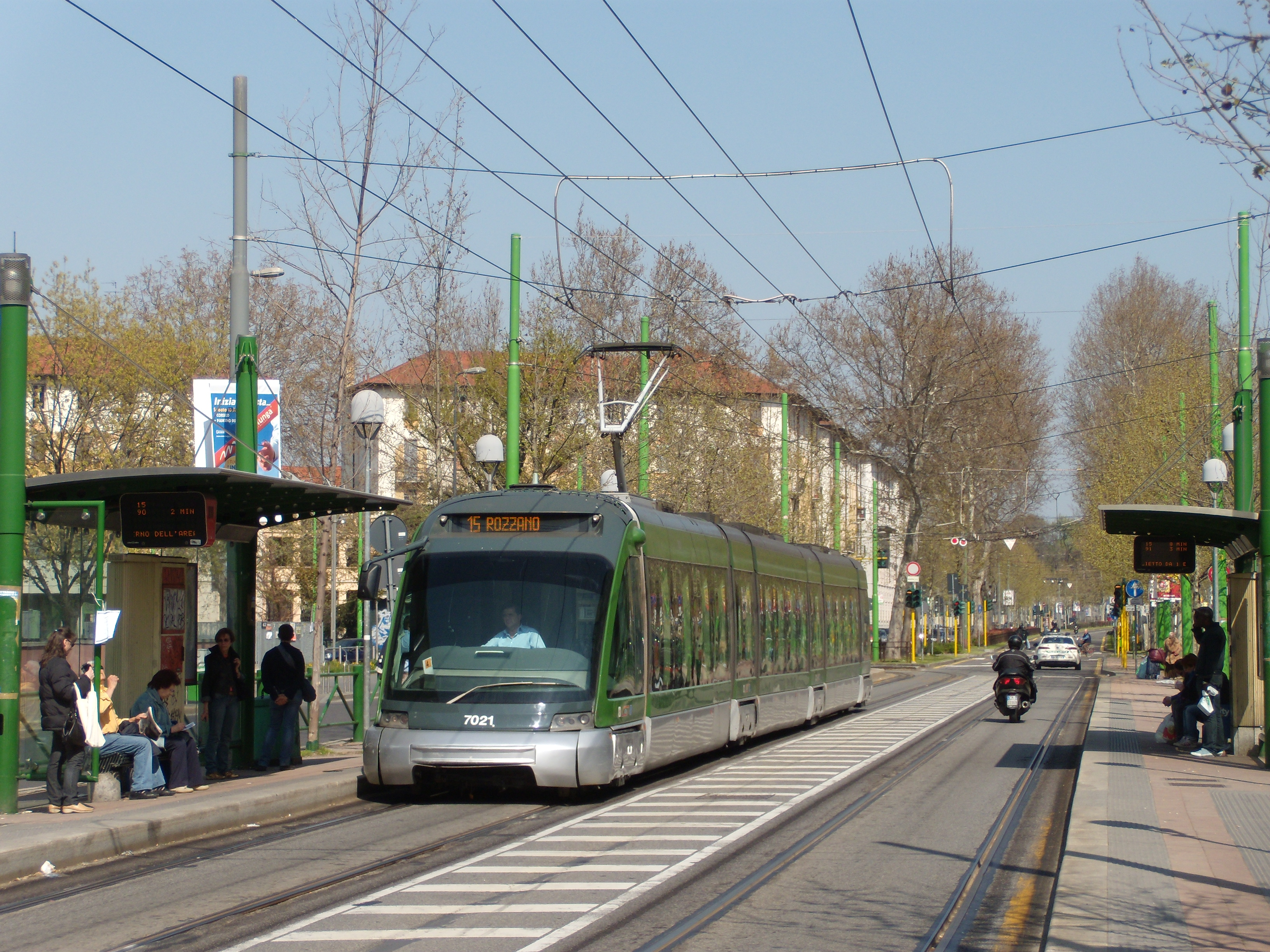
Eine Eurotram in Mailand.

Im Jahr September 1996 wurden von ATM Milano, Betreiber der Mailänder Straßenbahn, Eurotrams bestellt. Insgesamt 26 Fahrzeuge wurden von Adtranz in den Jahren 1999–2002 ausgeliefert. Die Fahrzeuge sind anders als die Straßburger Bahnen Einrichtungsfahrzeuge und besitzen am fahrerlosen Ende eine flache Heckwand. Auf einer Länge von 34,1 m und einer Breite von 2,47 m bieten sie 68 Sitzplätze und 124 Stehplätze (bei 4 Personen/m²) sowie einen Platz für Kinderwagen und Rollstühle.
Bombardier Transportation erhielt für das Design der Fahrzeuge den 19. Compasso d’Oro ADI, eine italienische Auszeichnung für Industriedesign.

## Porto

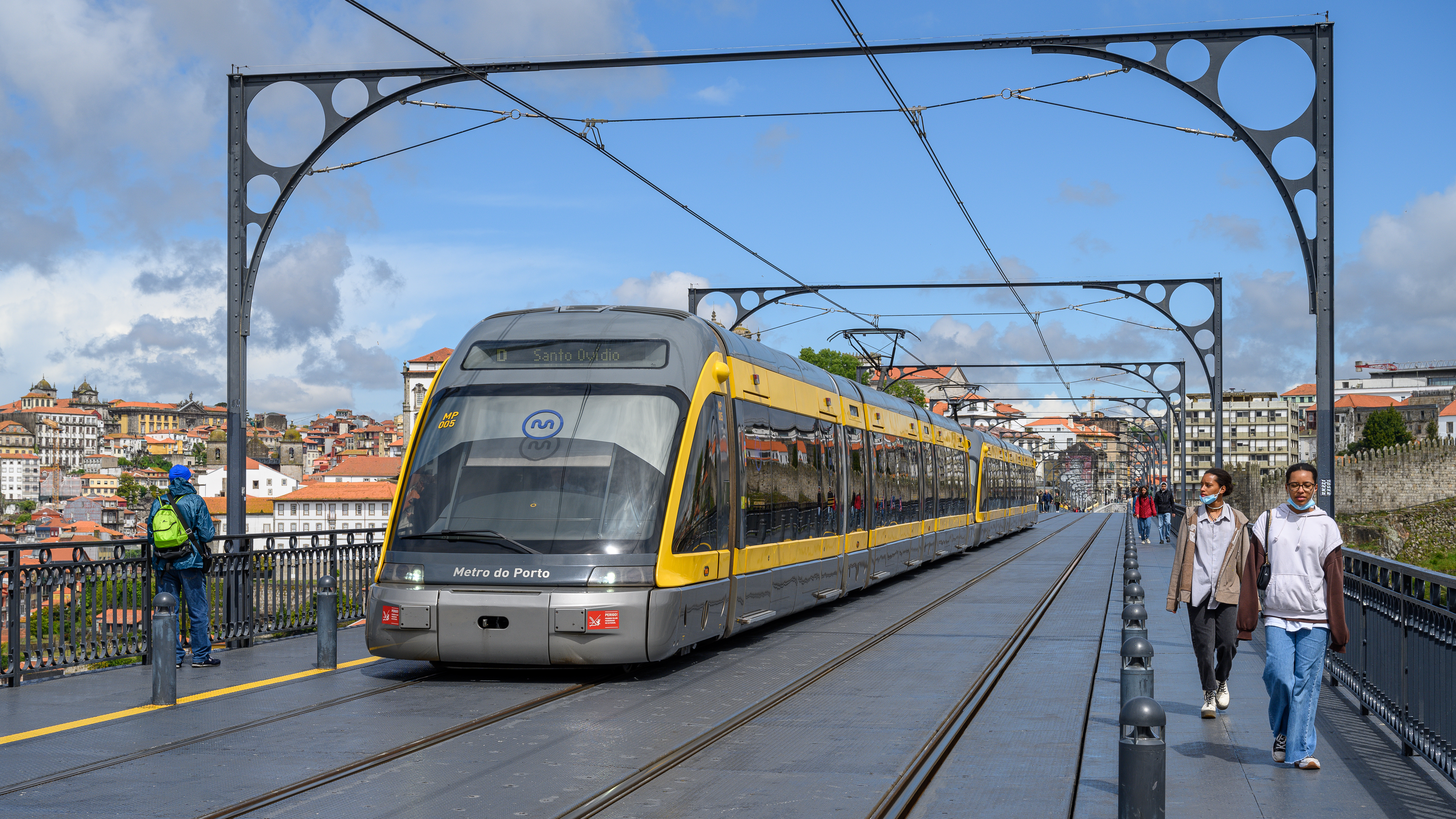
Eurotram in Doppeltraktion auf der Ponte Dom Luís I

Zurzeit sind 72 Stadtbahnwagen von Bombardier auf der Metro do Porto unterwegs. Ein Fahrzeug kann bis zu 215 Personen befördern, Mehrfachtraktionen sind möglich. Da die Eurotram eine hundertprozentige Niederflur-Stadtbahn ist, hat selbst der Innenstadttunnel keine Hochbahnsteige. Das Liniennetz besteht aus sechs Linien (A bis F), die teilweise auf ehemaligen, inzwischen umgebauten Schmalspurbahnen der CP fahren.
Als Nachfolgegeneration bestellte 2006 die Metro do Porto 30 Fahrzeuge des Typs Bombardier Flexity Swift, die seit Anfang 2010 zusätzlich im Einsatz sind.
Vom 16. Januar 2003 bis 3. März 2003 war die Porto Eurotram 018 bei der Straßenbahn Melbourne zu Testzwecken im Einsatz.

## Übersicht
| Stadt                 | Netz                  | Anzahl   | Nummern                       | Hersteller  | Typ                   | Baujahr                       | Bemerkungen            |
| --------------------- | --------------------- | -------- | ----------------------------- | ----------- | --------------------- | ----------------------------- | ---------------------- |
| Straßburg, Frankreich | Straßenbahn Straßburg | 26 10 17 | 1001–1026 1031–1040 1051–1067 | ABB Adtranz | achtachsig zehnachsig | 1994–1995 1998–1999 1999–2000 |                        |
| Mailand, Italien      | Straßenbahn Mailand   | 26       | 7001–7026                     | Adtranz     | achtachsig            | 1999–2000                     | Einrichtungsfahrzeuge  |
| Porto, Portugal       | Metro do Porto        | 72       | MP-001–MP-072                 | Bombardier  | achtachsig            | 2001–2006                     | Mehrfachtraktionsfähig |